# Karasu (Eufrat)
Karasu – rzeka we wschodniej Turcji, w całym swym biegu przepływająca przez ten kraj. Jedna z dwóch głównych źródłowych rzek Eufratu − druga to Murat Nehri. Posiada źródła na Wyżynie Armeńskiej, na północ od miasta Erzurum. Długa na ok. 470 km, powierzchnia dorzecza wynosi ok. 22 tys. km². Płynie na zachód, gdzie niedaleko miasta Malatya łączy się z rzeką Murat Nehri tworząc Eufrat.